# Па-де-де

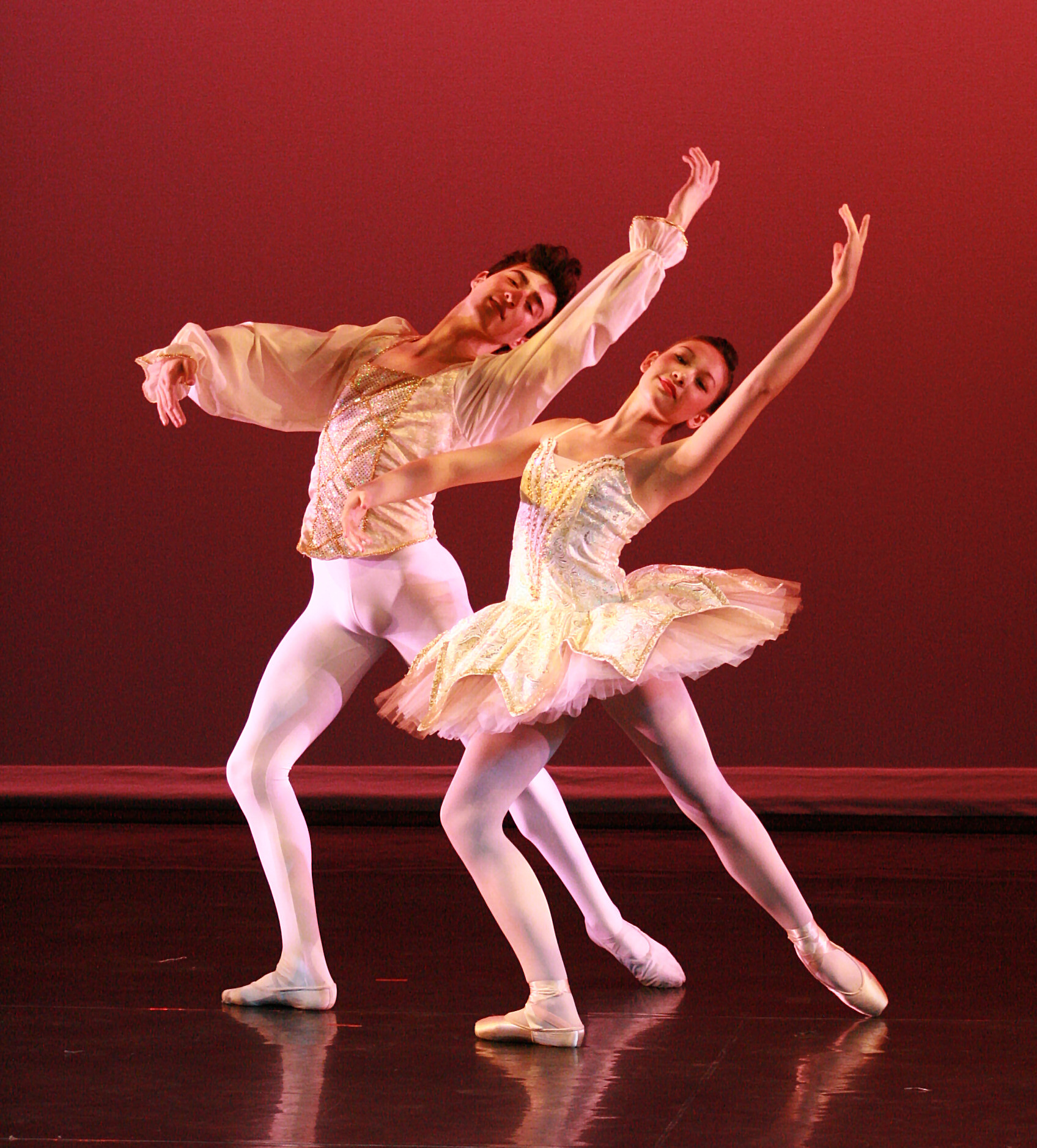
Па-де-де з балету Пахіта

Па-де-де́ (фр. pas de deux, [pa dǝ dø] букв. — крок удвох) — одна з основних музично-танцювальних форм у балеті. Вперше з'явилася в ballet d'action у середині XVIII століття. У XIX столітті па-де-де стає невід'ємною формою романтичного балету і символізує кохання пари. Складається з адажіо (парна лірична частина), алегро — двох варіацій (соло балерини й танцівника) і коди (спільна заключна частина)

## Структура
У класичного па-де-де — чітка структура, зазвичай з 5 частин: 
• Антре
• Адажіо
• Чоловіча варіація
• Жіноча варіація
• Кода (в якій танцівники демонструють віртуозну техніку). 
Під час па-де-де, якщо на сцені присутні інші дійові особи, вони зазвичай залишаються нерухомі та розміщені на сцені в симетричній композиції.

## Джерело
- Короткий енциклопедичний словник з культури. — К. : Україна, 2003. — ISBN 966-524-105-2.